# From Now On (Lil Baby-Lied)
From Now On ist ein Lied des US-amerikanischen Rappers Lil Baby. Es erschien am 14. Oktober 2022 auf seinem dritten Studioalbum It's Only Me. und wurde von Tay Keith und Murda Beatz produziert.

## Inhalt
Inhaltlich behandelt das Lied, welches dem Trap Genre zuzuordnen ist, Lil Babys Imagewandel, in dem er zum Beispiel seinen Lebensstil mit der Frage "Why the fuck I keep buyin' these houses if I'm never home?" (wortwörtlich "Warum zum Teufel kaufe ich immer wieder diese Häuser, wenn ich nie zu Hause bin?") hinterfragt. Der Song endet mit einer geflüstert gerappten Passage, in der er darauf besteht, dass die Polizei mithört und seine Verachtung für sie ausdrückt.

## Rezensionen
Shanté Collier-McDermott von Clashmusic lobte das Lied und schrieb, dass es "genau so klingt, wie es das Produkt aller vier Talente tun würde, wobei Baby den Track mit einem coolen Flüster-Flow abschließt." Alphonse Pierre von Pitchfork sah das Lied kritischer und schrieb: "In ‚From Now On‘ sticht seine Bar über den Kauf von zu vielen Häusern heraus, nur weil es ein wildes Problem ist, das man haben kann, aber es ist nicht mit irgendwelchen Gefühlen verbunden." Stephen Kearse von NPR nannte das Lied ein "ansonsten plattes" Lied, das dadurch verdorben wird, dass Lil Baby seine Stimme auf ein "verschwörerisches Flüstern" senkt und kommentiert: "Er klingt elektrisch." Christine Werthman von Billboard sagte: "Welcher Rapper wäre besser geeignet, diese düstere, hedonistische Party wieder zu begrüßen als Future, der sich Lil Baby auf ‚From Now On‘ anschließt? Während Baby sagt, dass er sein Image aufpolieren muss, indem er ‚keine Bilder mehr mit meinem Styropor‘ macht, ist Future zufrieden ‚drinkin‘ out Styrofoam', unbehelligt oder gefühllos oder beides, und seine Apathie lässt Lil Baby im Vergleich dazu wie einen hoffnungsvollen Jugendlichen klingen."

## Musikvideo
Das offizielle Musikvideo wurde am 28. Oktober 2022 veröffentlicht. Unter der Regie von Envisioned by Denity zeigen Lil Baby und Future den Song im Studio, auf der Straße und in Geschäften, sie tragen dabei „bunte“, teure Kleidung, Hüte und Schmuck, es gibt auch Cameo von Veeze und Lil Uzi Vert.

## Kommerzieller Erfolg

### Chartplatzierungen
| ChartsChartplatzierungen       | Höchstplatzierung | Wochen |
| ------------------------------ | ----------------- | ------ |
| Vereinigte Staaten (Billboard) | 42 (2 Wo.)        | 2      |

### Auszeichnungen für Musikverkäufe
| Land/Region               | Auszeichnungen für Musikverkäufe (Land/Region, Auszeichnung, Verkäufe) | Verkäufe |
| ------------------------- | ---------------------------------------------------------------------- | -------- |
| Vereinigte Staaten (RIAA) | Gold                                                                   | 500.000  |
| Insgesamt                 | 1× Gold ·                                                              | 500.000  |

Hauptartikel: Lil Baby/Auszeichnungen für Musikverkäufe